# رومانو موسوليني
رومانو موسوليني (بالإيطالية: Romano Mussolini) (و. 1927 – 2006 م) هو عازف بيانو، وشاعر، ورسام، وعازف جاز، ومنتج أفلام من إيطاليا، ومملكة إيطاليا، ولد في فورلي، يستخدم آلات بيانو، بدأ مشواره المهني سنة 1945، توفي في روما، عن عمر يناهز 79 عاماً.

## وصلات خارجية
- رومانو موسوليني على موقع IMDb (الإنجليزية)
- رومانو موسوليني على موقع ميوزك برينز (الإنجليزية)
- رومانو موسوليني على موقع أول ميوزيك (الإنجليزية)
- رومانو موسوليني على موقع ديسكوغز (الإنجليزية)
- رومانو موسوليني على موقع ديسكوغز (الإنجليزية)
- رومانو موسوليني على موقع ديسكوغز (الإنجليزية)

- رومانو موسوليني في قاعدة بيانات الأفلام على الإنترنت